# Lleida Club de Futbol
Il Lleida Club de Futbol, in passato noto anche come Lleida Esportiu, è una società calcistica con sede a Lleida, nella Catalogna, in Spagna. 
Gioca nella Segunda Federación, la quarta serie del campionato spagnolo.
Fondato nel 2011 in seguito al fallimento dell'Unió Esportiva Lleida, club storico della città scomparso per gravi inadempienze finanziarie, grazie all'imprenditore Sisco Pujol che acquistò i diritti sportivi della vecchia società e creò un nuovo club, rinominato appunto Lleida Esportiu, che debuttò immediatamente in Segunda División B.

## Tornei nazionali
- 2ª División: 0 stagioni
- 2ª División B: 8 stagioni
- 3ª División: 0 stagioni

## Stagioni
| Stagione | Categoria | Posizione   | Categoria | Posizione     |
| -------- | --------- | ----------- | --------- | ------------- |
| 2011/12  | 2ªB       | 7°          | Coppa     | 1º Turno      |
| 2012/13  | 2ªB       | 4°          | Coppa     | 2º Turno      |
| 2013/14  | 2ªB       | 3°          | Coppa     | 32esimi di f. |
| 2014/15  | 2ªB       | 3° in corso | Coppa     | 3º Turno      |